# تعميد الدم
تعميد الدم في اللاهوت المسيحي هي عقيدة ترى أن المسيحي قادر من خلال الاستشهاد على الحصول على نعمة التبرير التي تُحقق عادةً من خلال معمودية الماء، دون الحاجة إلى تلقّي المعمودية بالماء.